# Bacchisa vernula
Bacchisa vernula är en skalbaggsart som först beskrevs av Francis Polkinghorne Pascoe 1867.  Bacchisa vernula ingår i släktet Bacchisa och familjen långhorningar. Inga underarter finns listade.